# Chorisoneura lineatifrons
Chorisoneura lineatifrons är en kackerlacksart som beskrevs av Karlis Princis 1948. Chorisoneura lineatifrons ingår i släktet Chorisoneura och familjen småkackerlackor. Inga underarter finns listade i Catalogue of Life.